# Абдул-Азиев, Хасан Саидович
Хасан Абдул-Азиев (Абдулазиев) (19 апреля 1972 года, Аргун, Чечено-Ингушская АССР, РСФСР, СССР) — чеченский самбист, дзюдоист, борец вольного стиля, тренер по дзюдо, чемпион Латвии по дзюдо.

## Биография
Родился 19 апреля 1972 года. В пятом классе начал заниматься вольной борьбой, становился чемпионом и призёром республиканских юношеских соревнований. Затем начал заниматься дзюдо в Аргуне у тренера Ибрагима Аюбова. Побеждал на всероссийских и всесоюзных турнирах по дзюдо и самбо.
C 1989 года проходил службу в спортивной роте Прибалтийского военного округа. Стал чемпионом Латвии по дзюдо. В 1993 году вернулся на родину. С 1995 года работает тренером по дзюдо.

## Известные воспитанники
- Аюбов, Алихан Абубакарович — борец классического стиля, призёр чемпионатов России, обладатель командного Кубка мира;
- Вакаев, Шейх-Магомед Ширваниевич — дзюдоист и самбист, чемпион России по дзюдо, серебряный призёр чемпионата России по самбо, обладатель Кубка России по дзюдо, обладатель Еврокубка по дзюдо;
- Шамилов, Якуб Джамбекович — дзюдоист, чемпион и призёр чемпионатов России, бронзовый призёр Универсиады 2013 года в Казани, 3-кратный обладатель Кубка Европы;

и другие.